# Chlaenius dives
Chlaenius dives es una especie de escarabajo de la familia Carabidae.

## Distribución geográfica
Es endémico de la península ibérica y quizá zonas adyacentes de Francia.